# Theodoros Deligiannis

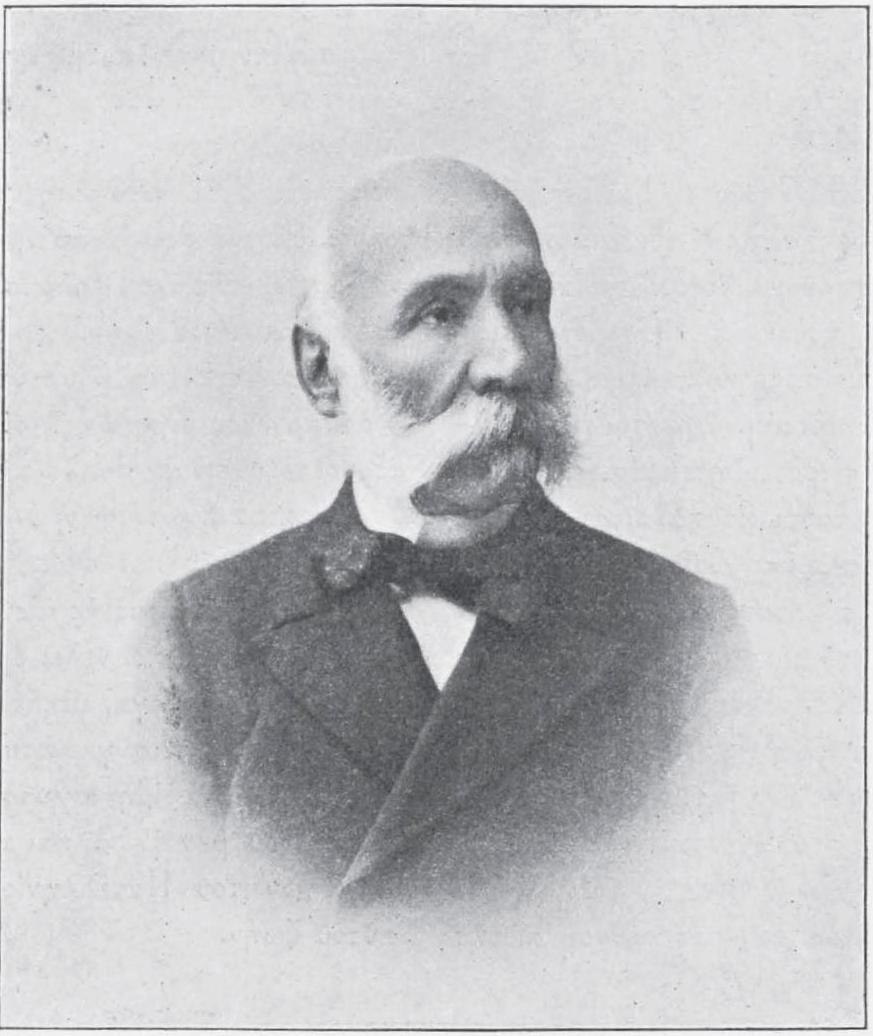
Theodoros Deligiannis

Theodoros Deligiannis (griechisch Θεόδωρος Δεληγάννης, auch Delijannis und Delyannis transkribiert, teils auch Δηλιγάννης, Diligiánnis; * 2. Januar 1820 in Kalavryta oder Langadia; † 13. Juni 1905 in Athen, ermordet) war ein  griechischer Politiker.
Deligiannis kam aus einer der angesehensten Familien von Langadia, Arkadien (Λαγκάδια Αρκαδίας) auf der Peloponnes und studierte in Athen die Rechtswissenschaften.
Theodoros Deligiannis spielte ab 1862, dem Jahr der Entmachtung König Otto I., eine hervorgehobene Rolle in der nationalen griechischen Politik. Wiederholt wurde er Minister mit unterschiedlichen Geschäftsbereichen. 1862 übernahm er in der provisorischen Regierung, die sich nach der Vertreibung König Ottos I. konstituierte, das Amt des Außenministers. 1867 fungierte er als griechischer Botschafter in Paris. Nach seiner Rückkehr in die griechische Hauptstadt bekleidete er die Ämter des Außen-, Kultur- und des Finanzministers. 1877 stimmte er als Mitglied des sogenannten „ökumenischen Ministeriums“ für den Kriegsbeitritt Griechenlands auf Seiten Russlands im Russisch-Osmanischen Krieg (1877–1878); zu einer Beteiligung Griechenlands am Krieg kam es infolge des russisch-osmanischen Waffenstillstands und des nachfolgenden Friedensvertrags von San Stefano nicht. In der Regierung von Ministerpräsident Alexandros Koumoundouros (1877–1878) wurde er erster Bevollmächtigter bei den Verhandlungen des Berliner Kongresses. Bei den Verhandlungen des Kongresses erreichte Deligiannis, dass das Osmanische Reich mit Griechenland über Grenzkorrekturen verhandeln sollte. Diese mündeten 1881 in den Übergang Thessaliens und der Region um Arta an Griechenland.
Innenpolitisch war Deligiannis der hauptsächliche Gegenspieler des mehrfachen Ministerpräsidenten Charilaos Trikoupis. In der Großen griechischen Enzyklopädie von 1962 wurde er als „ohne starken Willen, wenig begabt“, jedoch als „Redner vom Schlage des Demosthenes“ und als „größter Demagoge Neugriechenlands“ beschrieben.

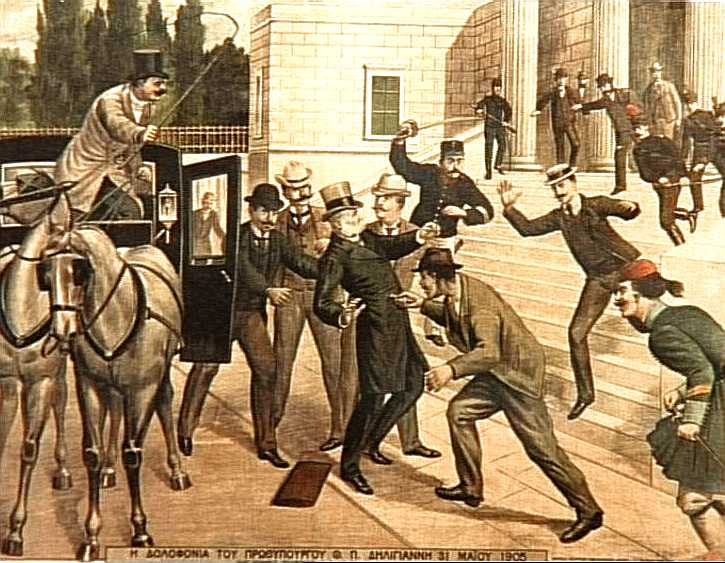
Die Ermordung von Deligiannis in einer zeitgenössischen Lithografie

Nach dem Tode von Alexandros Koumoundouros wurde er der prominenteste Vertreter des konservativen politischen Spektrums. 1885 wurde er erstmals Ministerpräsident bis 1886. Seine zweite Amtszeit endete 1892 nach 2 Jahren, weil der damalige griechische König Georg I. das Vertrauen entzog. 1895 gewann er die Wahlen zum griechischen Parlament und wurde erneut Ministerpräsident. Im April 1897 brach unter seiner Regierung der Türkisch-Griechische Krieg aus, welcher Ende April 1897 mit einer schweren Niederlage Griechenlands endete. Deligiannis trat daraufhin am 30. April 1897 zurück. Zwischen Dezember 1902 und Juni 1903 sowie zwischen Dezember 1904 und Juni 1905 war er erneut Ministerpräsident. Seine fünfte und letzte Amtszeit als Ministerpräsident endete mit seiner Ermordung am 13. Juni 1905 vor dem griechischen Parlament.
Seine Ermordung hatte keinen politischen Hintergrund. Diligiannis war gegen das Glücksspiel vorgegangen. Sein Mörder Antonios Gherakaris war ein professioneller Spieler.